# Myslovice
Myslovice är en ort i Tjeckien.   Den ligger i regionen Plzeň, i den västra delen av landet, 110 km sydväst om huvudstaden Prag. Myslovice ligger 456 meter över havet och antalet invånare är 108.
Terrängen runt Myslovice är platt norrut, men söderut är den kuperad.Runt Myslovice är det ganska glesbefolkat, med 27 invånare per kvadratkilometer. Närmaste större samhälle är Klatovy, 6,8 km väster om Myslovice. I omgivningarna runt Myslovice växer i huvudsak blandskog.